# 瓦町駅
瓦町駅（かわらまちえき）は、香川県高松市にある、高松琴平電気鉄道の駅。琴平線・長尾線の駅は常磐町一丁目、志度線の駅は八坂町にある。駅番号は琴平線がK02、長尾線がN02、志度線がS00。
同社運営路線および子会社のことでんバスにおけるターミナル駅としての機能を有しており、高松琴平電気鉄道の3路線全てが乗り入れる。IruCa取り扱い窓口・IruCa定期券窓口がある。

## 利用可能な鉄道路線
- 高松琴平電気鉄道
  - 琴平線
  - 長尾線
  - 志度線

## 歴史
- 1915年（大正4年）4月22日 東讃電気軌道（現・志度線）公園前 - 出晴間開業により、瓦町駅が開業（中間駅）。
- 1927年（昭和2年）4月22日 琴平電鉄（現・琴平線）高松 - 栗林公園間開業により、瓦町駅に隣接して高松駅が開業（終端駅）。
- 1941年（昭和16年）8月以前 琴平電鉄高松駅を琴電高松駅に改称[1]。
- 1943年（昭和18年）11月1日 会社合併により琴電高松駅が高松琴平電気鉄道琴平線の駅に、瓦町駅が同志度線の駅となる。
- 1945年（昭和20年）
  - 7月4日 志度線公園前 - 出晴間空襲被害のため休止（瓦町駅休止）。
  - 7月30日 志度線・長尾線が琴電高松に乗り入れ。出晴駅・瓦町駅廃止。
- 1948年（昭和23年）2月18日 築港線片原町-琴電高松間が開業（中間駅）。
- 1951年（昭和26年）12月26日 長尾線が旧出晴経由から南側分岐に経路変更。
- 1954年（昭和29年）1月1日 瓦町駅に改称。
- 1957年（昭和32年）8月15日 志度線公園前 - 瓦町間廃止（1945年から休止中）
- 1994年（平成6年）
  - 6月26日 旧4・5番線ホーム（長尾線発着用）を廃止する[2]。
  - 7月30日 志度線ホームを現在地に移転。琴平線・長尾線と分離[2]。
  - 11月20日 旧駅舎の使用を終了し、翌日始発より仮駅舎での営業となる。役目を終えた旧駅舎は12月に解体された[3]。
- 1996年（平成8年）12月21日 駅ビル、コトデン瓦町ビルが完成[4]。
- 1997年（平成9年）4月23日 コトデンそごうがコトデン瓦町ビルに開店[4]。
- 2001年（平成13年）
  - 4月15日 コトデンそごう閉店。
  - 9月1日 コトデンそごうの後継テナントとして高松天満屋がコトデン瓦町ビルに開店。
- 2014年（平成26年）3月31日 高松天満屋が閉店。
- 2015年（平成27年）10月23日 ことでん瓦町ビルが「瓦町FLAG」としてリニューアルオープン[5]。
- 2018年（平成30年）3月30日 - 改札内にセブン-イレブンことでん瓦町駅店が開業[6]。

## 駅構造

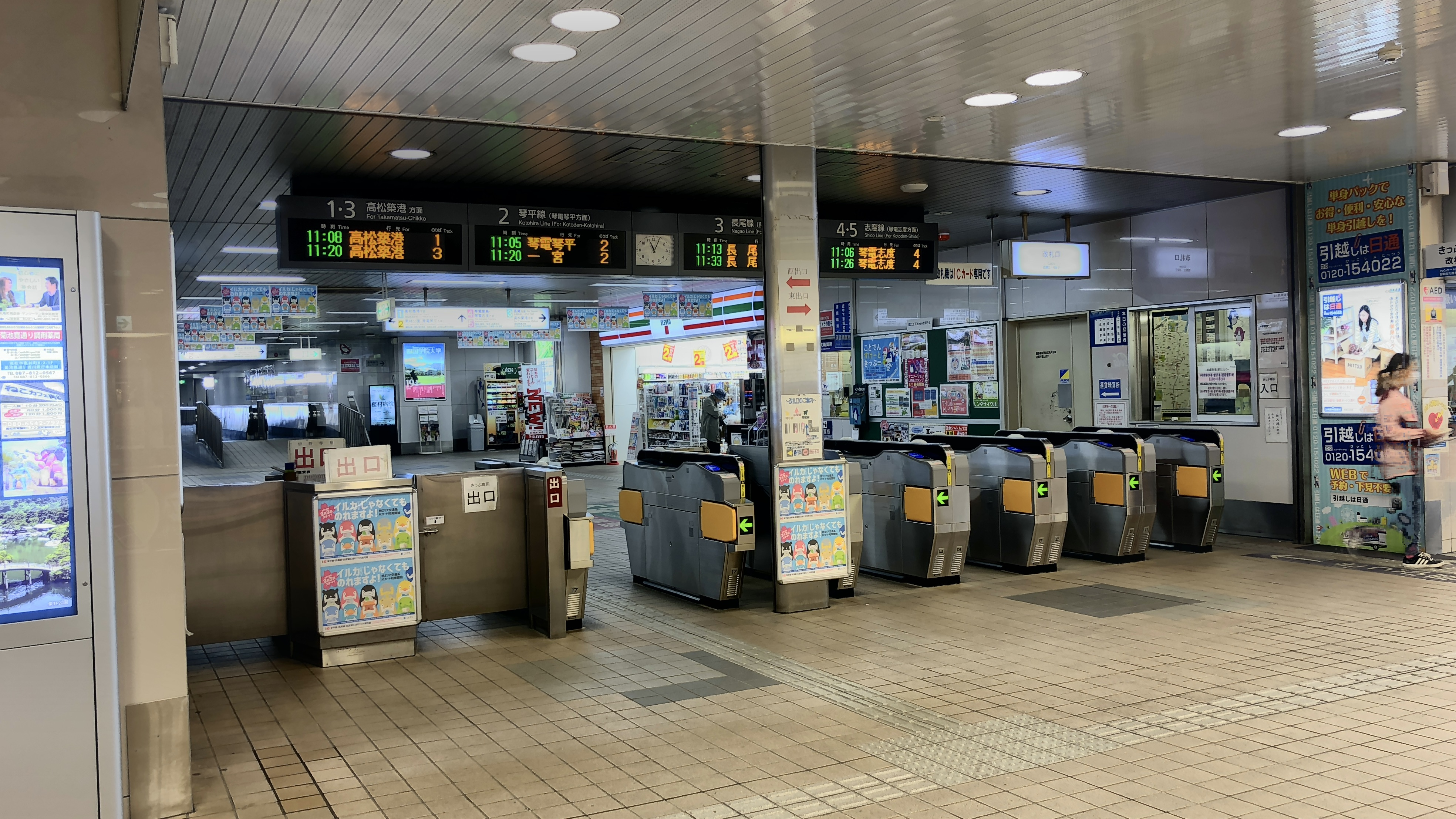
改札口（2018年4月）

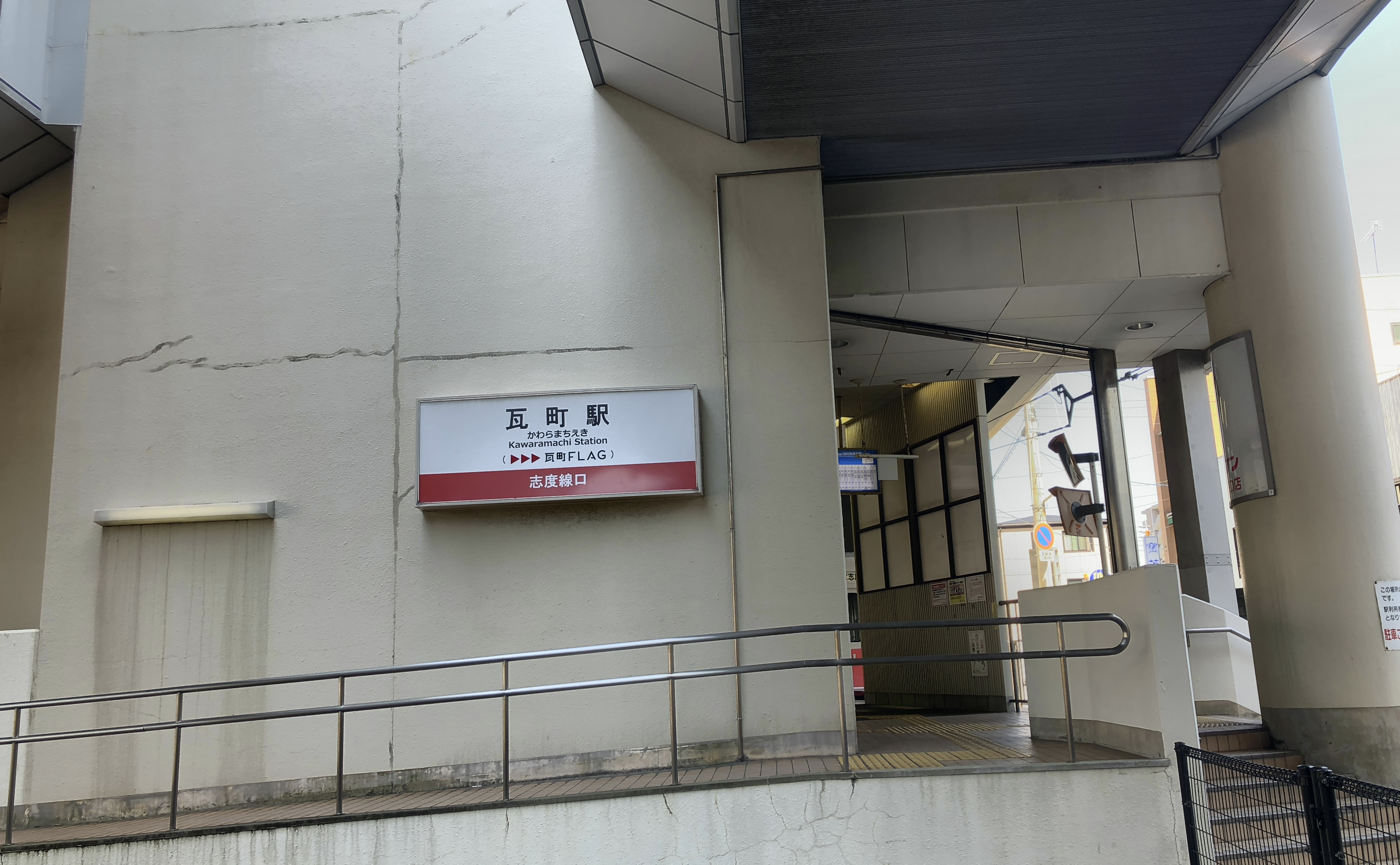
志度線口改札（2018年6月）

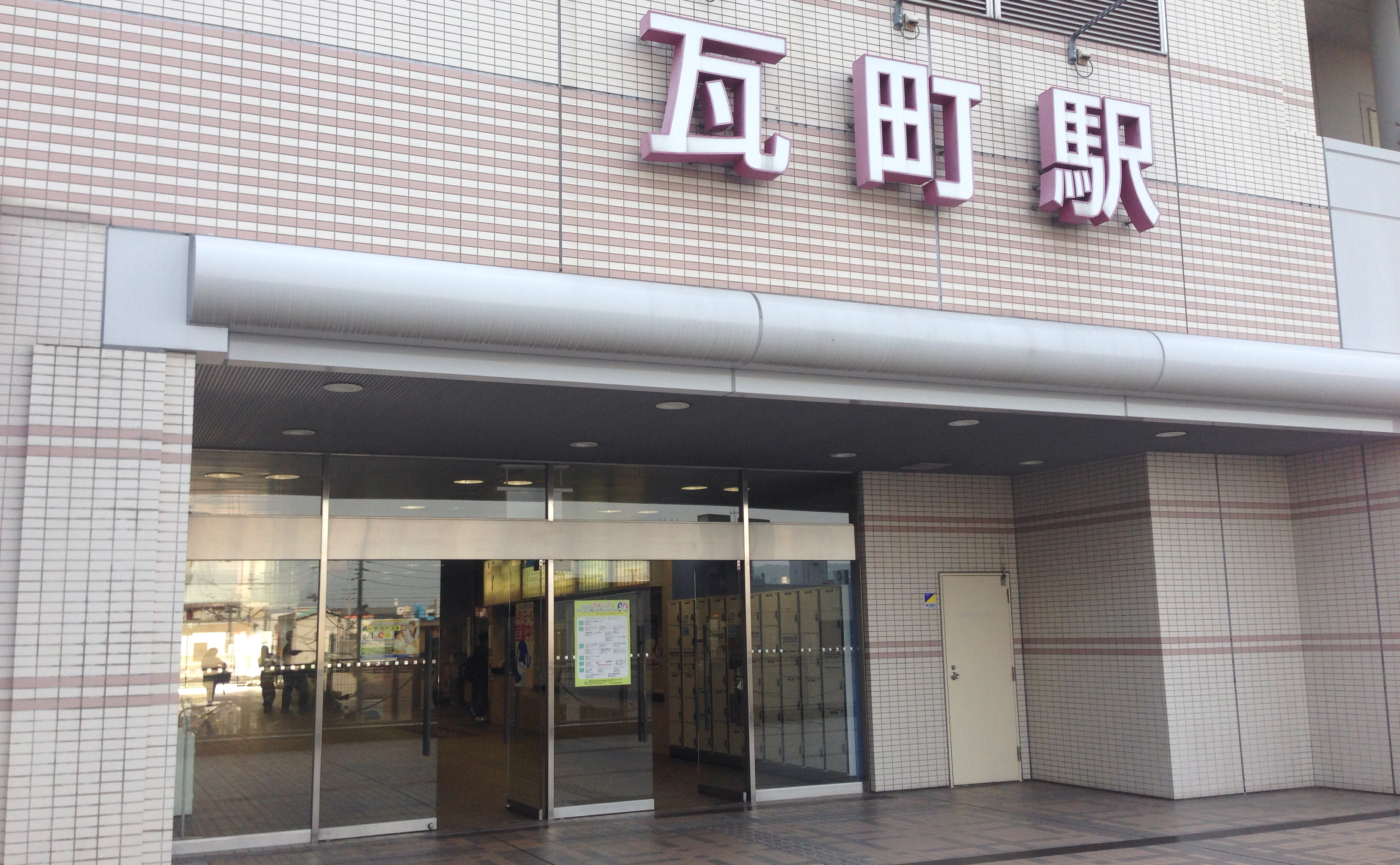
瓦町駅（塩上町出入口（2階）

1996年に完成したコトデン瓦町ビルと一体化した橋上駅に近い構造になっており、琴平線と長尾線のホームはビルの1階部分にある。琴平線は島式ホーム1面2線（1・2番線）、長尾線は片面ホーム1面1線（3番線）である。長尾線は片原町側で琴平線に合流する。また、花園側には有効長6両分と4両分の留置線がある。駅名標は当駅独自のデザインが採用されていたが、瓦町FLAGオープンと同時期に他の駅と共通のデザインの物に交換された。
志度線はビルの北東部の道路を隔てた所に頭端式ホーム1面2線（4・5番線）があり、ラッシュ時以外の列車の発着は4番線のみを使用する。琴平線・長尾線とは線路がつながっていない。琴平線・長尾線乗り場とは地上2階の連絡通路で結ばれ、動く歩道が設置されているが、節電のため2021年6月1日より停止している。改札口は駅ビルの2階部分と、志度線ホーム端の地上部にある「志度線口」の合計2カ所である。双方の改札口から全ての路線が利用できる。改札にはゲートタイプの自動改札機が設置されているが、IruCa専用で普通券は磁気化されていないため、乗車券類の投入口はない。普通券などは、自動改札機の脇に設置されている有人通路で改札を受ける。
列車発車時には1番線でバンドのくるりの作曲になるオリジナル曲が（2018年3月21日より）、3番線（上り列車のみ）で「It's a small world」メロディが流れる。2018年3月20日以前は1番線に「Ob-La-Di, Ob-La-Da」のメロディが使用されていた。

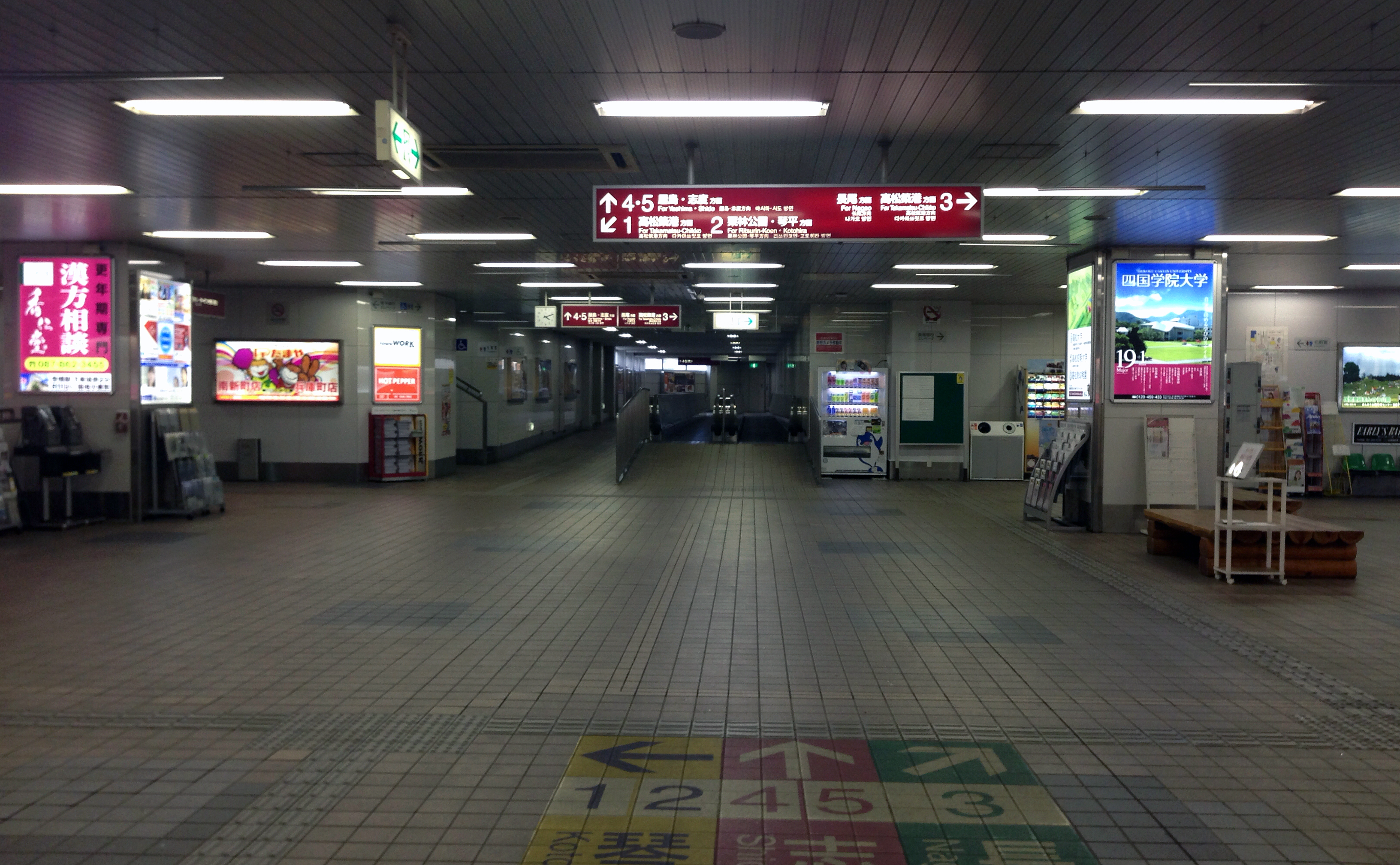
瓦町駅改札内部
2014年08月

ビルの3階は天井の高さこそ他のフロアと同一だが、4階へのエスカレーターは他に比べて長い。これは当時、香川県が中心市街地における踏切による地域分断の解消や渋滞の緩和を目的として計画していた琴平線と長尾線の高架化を考慮したもので、この部分に鉄道を敷設できる構造になっている。高架化計画は1998年に都市計画決定がなされたが、財政難などの理由から香川県が2005年に事業凍結し、再検討委員会による見直しを経て、2010年に事業中止がほぼ確定した。一方で都市計画そのものは残されていたが、2020年から都市計画廃止について「琴電連立検討委員会」が開かれ、2023年3月27日、6回目となる委員会で正式に「都市計画を廃止しても支障がない」とする結論が出された。
途中下車指定駅。

### のりば
| 乗り場 | 路線    | 方向 | 行先                     | 備考               |
| ------ | ------- | ---- | ------------------------ | ------------------ |
| 1      | ■琴平線 | 上り | 高松築港行               | 琴平方面からの電車 |
| 2      | ■琴平線 | 下り | 滝宮・一宮・琴電琴平方面 |                    |
| 3      | ■長尾線 | -    | 高田・平木・長尾方面     |                    |
| 3      | ■琴平線 | 上り | 高松築港行               | 長尾方面からの電車 |
| 4      | ■志度線 | -    | 琴電屋島・琴電志度方面   |                    |
| 5      | ■志度線 | -    | 琴電屋島・琴電志度方面   | ラッシュ時のみ     |

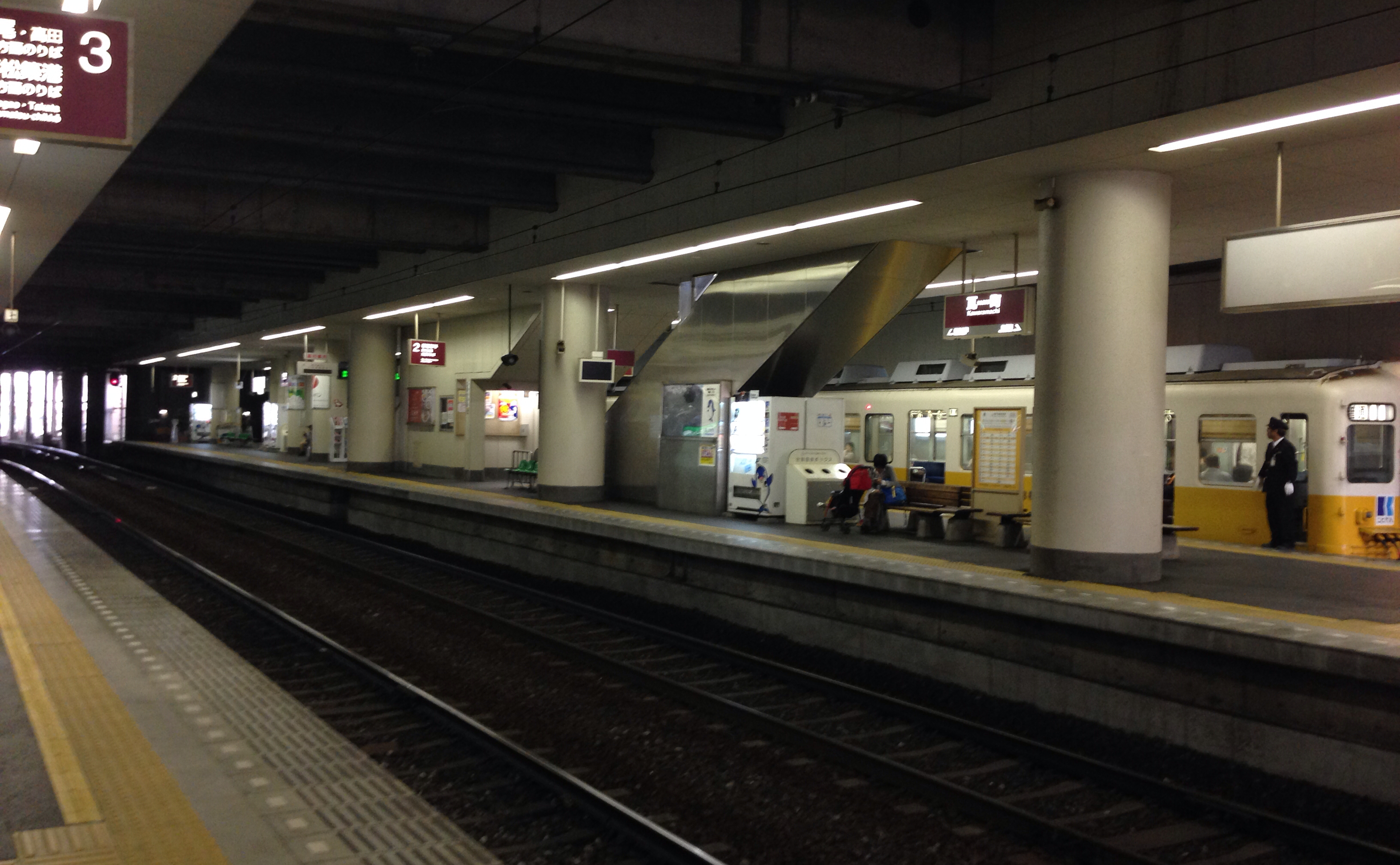
画面奥から1番線、2番線、3番線

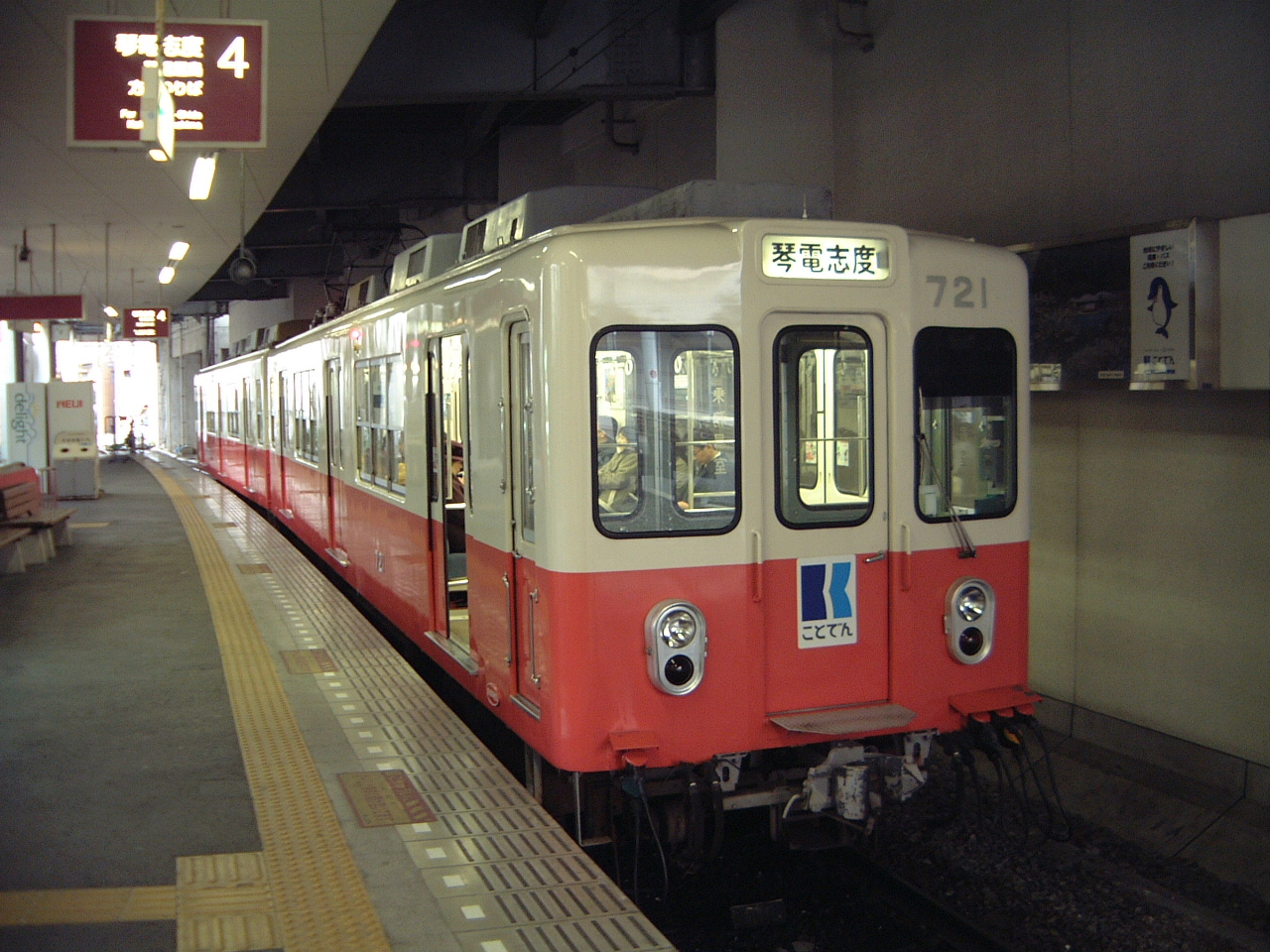
志度線ホーム　左方に5番線（2006年1月）

駅ビル建設工事が開始される1994年以前は、全路線の乗降場が現在のビルの敷地内に存在した。当時の駅構造は対向式ホームと島式ホームを組み合わせた3面5線で、駅舎改札口と直結する片面ホームの1番線が琴平線上り、島式ホームのうち2番線が琴平線下り、3番線が志度線（上り下りとも同一ホームで発着はスイッチバック式）、4・5番線が長尾線だった。各ホーム間は南北2カ所の構内踏切で連絡され、ホームはカーブ上にあって特に1番線は電車とホームの間の隙間が広かったため、1970年代から1980年代初期に導入された1050形・1053形・1061形（元・阪神電気鉄道）と1063形（元・三岐鉄道）は中央の客用扉を埋めて2扉にしていた。その後導入された1080形は台車のセンターピン間隔が短くホームとの隙間が小さかったため中央扉の埋め込みは行われず、代わりに注意喚起のステッカーを貼って対処していた。
なお旧駅舎は1927年に建てられた、特徴的な十角柱形をした2階建ての建物でホームの南西部に位置しており、北隣にはコトデンマーケット瓦町店の店舗があった。また、戦前は改札口がある十角柱形の部分の北隣に同じ2階建ての建物と広告塔があったが、戦災で失われている。

### 駅ビル内の施設
- 瓦町FLAG
- 高松市行政サービスフロア（市民交流プラザICODE瓦町）
- 百十四銀行瓦町支店（改札口横）
- ビームス高松（駅ビル1F・2F）
- スターバックスコーヒー（駅ビル1F）
- ことでんバス 瓦町駅前バスロータリー（瓦町バス案内所） - 発着するバス路線の詳細は同項目を参照。
- セブン-イレブン高松瓦町駅東口店 - 2013年3月1日開店。旧サンクスからの転換店舗（2008年9月開業 - 2013年1月11日閉店）。サンクス時代はことでんが運行していない深夜0時から6時までは閉店していたが、セブン-イレブンへの転換後は24時間営業している。

#### かつて存在した施設
- コトデンそごう → 高松天満屋
- 高松コトデンビル内郵便局（高松天満屋閉店と同時に廃局、取扱業務は高松瓦町郵便局（後述）に承継）[12]。

## 利用状況
2015年度の1日平均乗降人員は13,142人である。ことでんの駅では最も乗降人員が多い。
2007年度の1日平均乗降人員は12,904人である。
平成に入って以降、商業地の郊外化やモータリゼーションの進展などによって利用客の減少が続いていたが、琴電の経営改革の成果もあって、近年では利用客は横ばいか微増傾向となっている。
近年の1日平均乗降人員推移は下表のとおりである。
| 年度               | 1日平均 乗降人員 |
| ------------------ | ---------------- |
| 2000年（平成12年） | 13,800           |
| 2001年（平成13年） | 12,800           |
| 2002年（平成14年） | 12,400           |
| 2003年（平成15年） | 12,500           |
| 2004年（平成16年） | 12,300           |
| 2005年（平成17年） | 12,800           |
| 2006年（平成18年） | 13,100           |
| 2007年（平成19年） | 12,904           |
| 2008年（平成20年） | 12,800           |
| 2009年（平成21年） | 12,284           |
| 2010年（平成22年） |                  |
| 2011年（平成23年） | 12,108           |
| 2012年（平成24年） | 12,543           |
| 2013年（平成25年） | 12,965           |
| 2014年（平成26年） | 12,450           |
| 2015年（平成27年） | 13,142           |
| 2016年（平成28年） | 13,896           |
| 2017年（平成29年） | 14,223           |
| 2018年（平成30年） | 14,354           |
| 2019年（令和元年） | 14,860           |
| 2020年（令和02年） | 11,245           |

## 駅周辺
- 高松瓦町郵便局
- Festhalle（フェストハレ、コトデン瓦町ビル南隣にある四国最大級のライブハウス）
- 高松中央商店街
  - 常磐町商店街
  - 南新町商店街
  - 田町商店街
- ソレイユビル（ホールソレイユ・ソレイユ2・パーキングソレイユ）
- 百十四銀行本店（配下のゆめタウン高松出張所と田町支店・同桜町出張所、宮脇支店をブランチインブランチ）
- 香川銀行本店（配下の宮脇町出張所・南新町出張所をブランチインブランチ）
- 高松信用金庫本店
- 香川県信用組合本店
- 香川県庁
- 高松赤十字病院
- 高松市役所
- 高松市立中央公園
- 高松国税局
- NTT西日本香川支店
- 国道11号（中央通り／高松北バイパス）
- 香川県道160号高松港栗林公園線
- 香川県道155号牟礼中新線（観光通り）
- フェリー通り
- アパホテル〈高松瓦町〉
- スーパーホテル高松禁煙館
- スーパーホテル高松・田町
- コンフォートホテル高松
- 天然温泉 玉藻の湯 ドーミーイン高松中央公園前

### 瓦町駅前広場

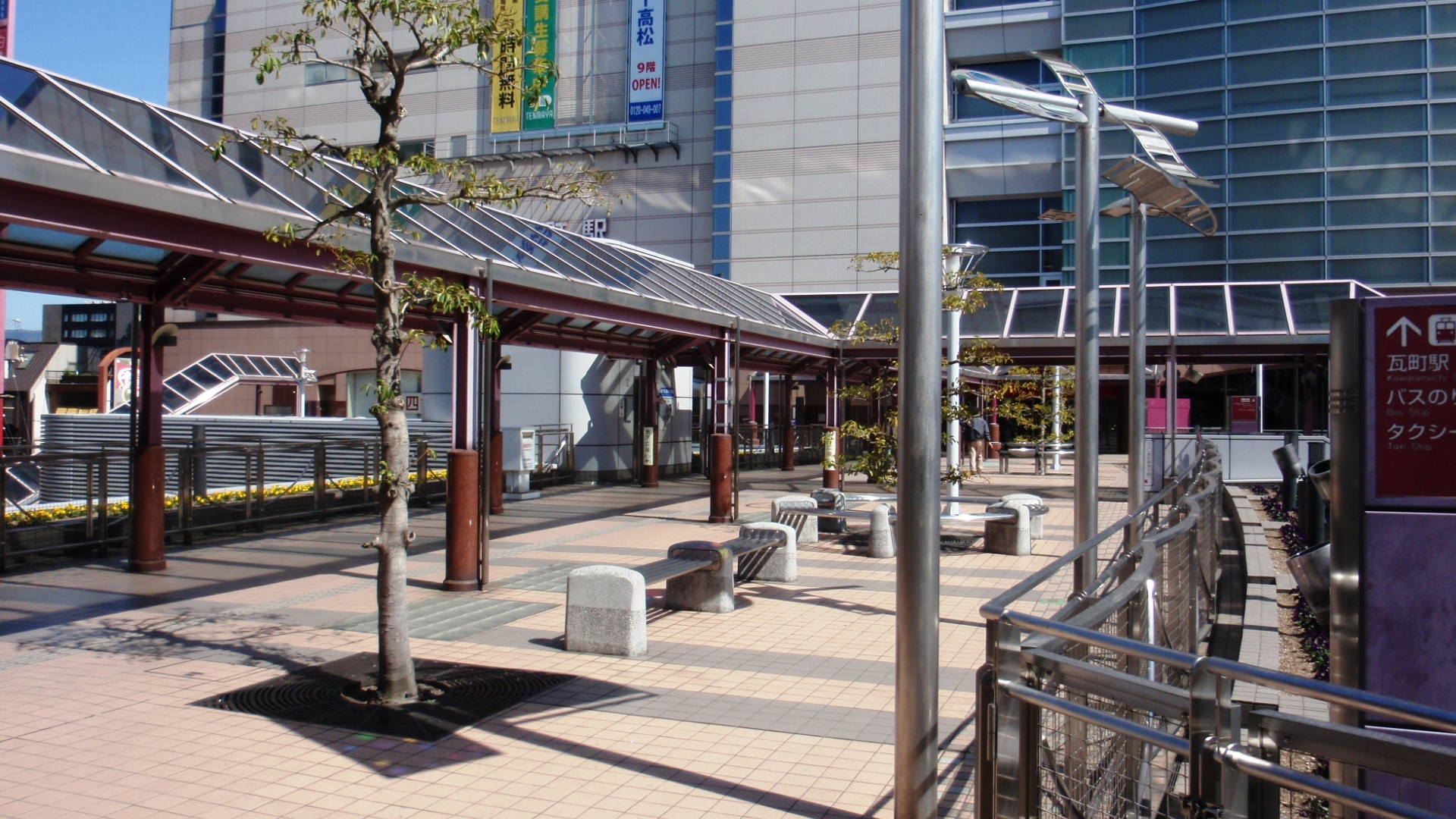
駅前広場のペデストリアンデッキ

メインゲートの西口はフェリー通り（高松市道魚屋町栗林線）に面し、その瓦町駅前広場は面積3,970m2の都市型の駅前広場となっている。改札から連続する2階部分はペデストリアンデッキになっており、順に地上は瓦町駅前バスロータリー、地下1階は瓦町駅前地下広場と瓦町地下自転車駐車場、地下2階・3階は高松市立瓦町地下駐車場の5層構造になっている。
東口は高松市道瓦町松島線に面しているが、駅前広場などの施設は一切存在しない。この東口にも瓦町駅東再開発の一環で面積3900m2の瓦町駅東地区駅前広場の整備計画がある。2014年3月に番町五丁目から朝日町に移転した香川県立中央病院行きのバス（今橋駅経由。全便土休日運休）はこの東口から発車している。
菊池寛通り・常磐町商店街方面から来た歩行者が、フェリー通りと瓦町駅を越えて東口へ抜けることのできる自由通路はペデストリアンデッキと地下道の二通りがある。そのうち特に地下通路は自転車の通行も可能で、地下駐輪場が併設されていることもあって西口・東口のいずれの入口にも階段脇に自転車用のエスカレーターが設置されている。瓦町FLAGの地下1階は（再）オープン当初テナントが確保できなかったため、地下広場から瓦町FLAGに直接入ることができなかった。2017年6月より地下1階には食料品スーパーの「きむら」などが入居して営業している。
ペデストリアンデッキは公共スペースとして商店などの営業活動が認められていないが、これについて高松市や商店街振興組合などで組織される「中心市街地と田園地域が連携する高松コンパクト・エコシティ特区」の推進本部会（本部長は大西秀人市長）は2015年8月26日に、国に対して規制緩和を求める方針を決めた。
駅前のバスロータリーからの高速バスの発着はなく 、空港リムジンバスも、現行の高松空港が開港して以来当駅を経由していなかったが、2008年（平成20年）6月1日より、高松空港行きの一部（8便）と、高松駅前行きの全便が発着するようになった。
旧駅舎時代にあった駅前広場の噴水は、JR高松駅の花時計とともに待ち合わせの目印として知られていた。

## 隣の駅
高松琴平電気鉄道
■琴平線
片原町駅（K01/N01） - 瓦町駅（K02） - 栗林公園駅（K03）
■長尾線
瓦町駅（N02） - 花園駅（N03）
■志度線
瓦町駅（S00） - 今橋駅（S01）

### 「かわらまち」と読む他の駅
- 河原町駅 - 仙台市地下鉄南北線の駅
- 川原町駅 - 近鉄名古屋線の駅